# 森田雄博
森田 雄博（もりた　たけひろ、1966年〈昭和41年〉9月3日 - ）は、日本の航空自衛官。第38代航空幕僚長。出身職種は高射運用。

## 略歴
埼玉県出身。1989年（平成元年）3月に防衛大学校（33期）を卒業し、航空自衛隊入隊。西部航空警戒管制団司令、統合幕僚監部防衛計画部長、中部航空方面隊司令官、航空総隊副司令官などの要職を歴任し、2023年（令和5年）8月29日、第24代航空支援集団司令官に就任。2025年（令和7年）7月15日の閣議において、8月1日付をもって第38代航空幕僚長に任命する旨の人事が了承・発令された。

## 年譜
- 1989年（平成元年）3月：防衛大学校卒業（第33期）、航空自衛隊に入隊
- 2003年（平成15年）7月：2等空佐
- 2008年（平成20年）
  - 1月：1等空佐
  - 8月：航空自衛隊幹部学校付
- 2009年（平成21年）
  - 8月：航空幕僚監部防衛部防衛課勤務
  - 12月：航空幕僚監部防衛部防衛課防衛班長
- 2011年（平成23年）7月：第6航空団基地業務群司令
- 2012年（平成24年）12月：航空幕僚監部防衛部防衛課長
- 2014年（平成26年）8月5日：空将補昇任、西部航空警戒管制団司令
- 2016年（平成28年）12月20日：航空自衛隊第3補給処長
- 2018年（平成30年）8月1日：西部航空方面隊副司令官
- 2019年（令和元年）8月23日：統合幕僚監部防衛計画部長
- 2020年（令和02年）8月25日：空将に昇任、中部航空方面隊司令官
- 2021年（令和03年）12月22日：航空総隊副司令官
- 2023年（令和05年）8月29日：第24代 航空支援集団司令官に就任
- 2025年（令和07年）8月1日：第38代 航空幕僚長に就任